# Pabna
Pabna este un oraș din Bangladesh.